# IC 1453
IC 1453 ist eine Balken-Spiralgalaxie vom Hubble-Typ SBb im Sternbild Wassermann auf der Ekliptik. Sie ist schätzungsweise 362 Millionen Lichtjahre von der Milchstraße entfernt.
Das Objekt wurde am 3. November 1891 vom französischen Astronomen Stéphane Javelle entdeckt.